# 警備員

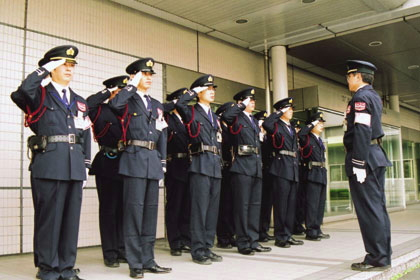
常駐警備先で、当日の警備責任者たる隊長が、点呼と朝礼を査閲する様子。

警備員（けいびいん）は、広義では警備に従事する労働者およびそのような職業を指す。日本ではガードマン（※和製英語）と呼ばれることもある。英語としては、security guard, guard などが用いられる。
世界各国に存在する職業であるが、職務内容や典拠となる法令、職業・産業としての位置付けなどは国や時代によって大きく異なる。本項目においては特記なき限り2020年現在の日本の警備業法に基づく日本国内の警備員について記述する。

## 概要

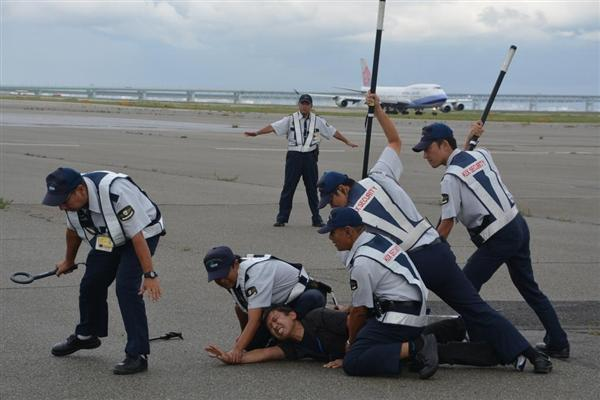
空港警備員による犯人制圧訓練の様子

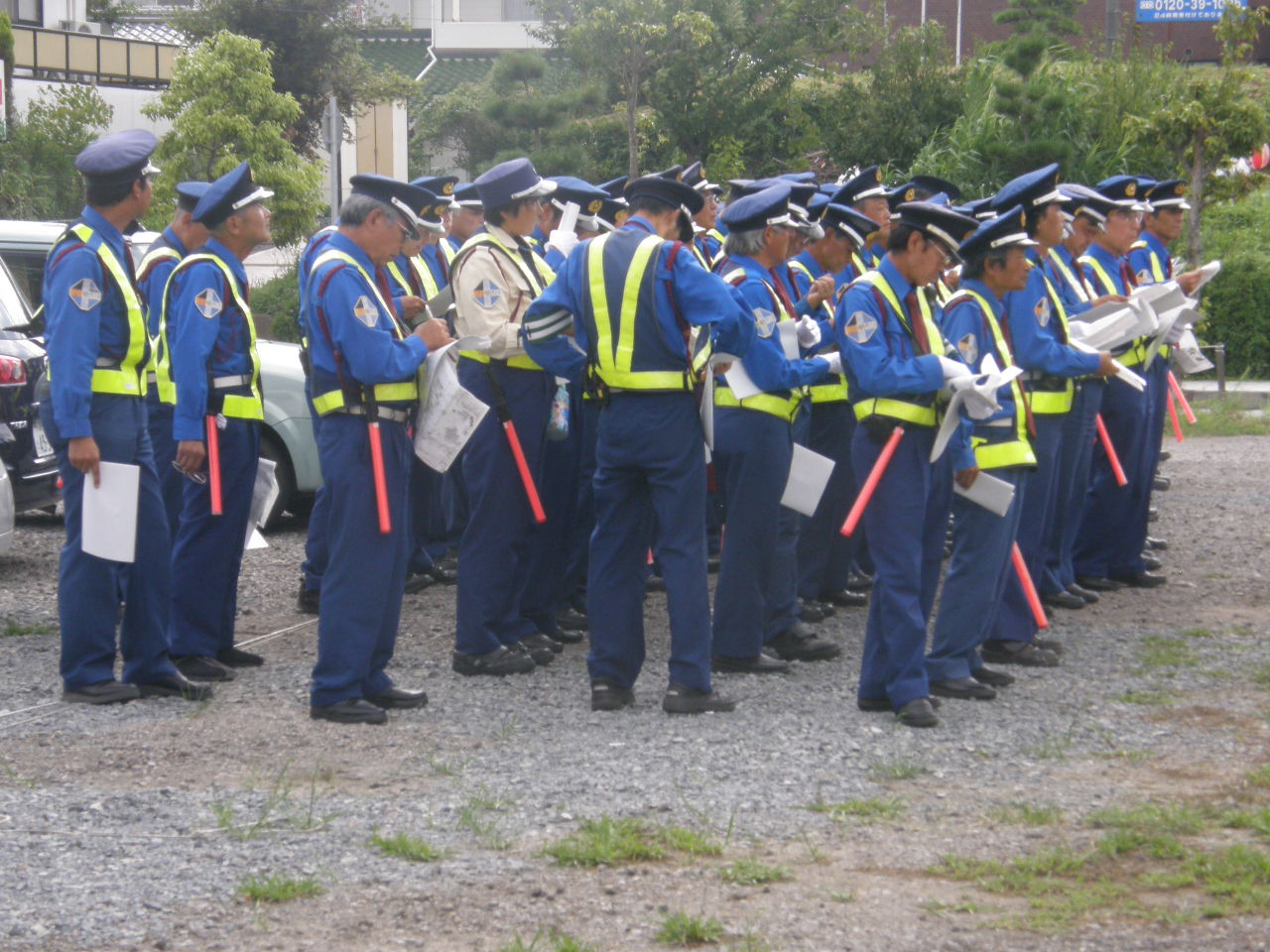
交通警備前の説明、点呼風景

警備員は、警備業法第2条4号で「警備業者の使用人その他の従業者で警備業務に従事するもの」と定義されている。
警備員は民間企業の従業員たる私人で、公務員たる警察官とは異なり特別な権限を一切有さない。警備業法においても職務質問またはそれに類する行為、検問、現行犯以外の逮捕、取調べなどの権限は認められていない。
職務の性質上、事件、事故、強盗、火災、交通事故など遭遇機会が多く、緊急事態対処、防犯装備の取扱い、護身術、消火器の使用、避難誘導、負傷者や急病人に対する応急手当、事件・事故の現場保存など、多岐の知識や遂行能力が期待される。
2009年（平成21年）12月末時点で、警備業者は8,998社、警備員数は常勤と非常勤合算で540,554人である。総数に、中央省庁や地方公共団体などの政府機関、ライフライン関係施設、原子力発電所、空港など、重要施設の警備請負業者も含む。
日本では何人も、警備業務について労働者派遣事業を行ってはならないこととなっている。（労働者派遣事業の適正な運営の確保及び派遣労働者の保護等に関する法律第4条）

## 採用
警備員は下記の欠格事由に該当しなければ法定の講習受講後に就業が可能で、現場で勤務する警備員を正社員ではなく準社員やアルバイトとして採用する会社も存在する。

### 警備員の制限
警備業法第14条により、下記のいずれかに該当する者は警備業務を担えない。採用時は住民票など身分証明書の写しではなく本状の提出で本人確認を要する。なお成年被後見人又は被保佐人を欠格条項とする規定については、令和元年6月14日に公布された「成年被後見人等の権利の制限に係る措置の適正化等を図るための関係法律の整備に関する法律」によって削除され、心身の故障等の状況を個別的、実質的に審査し、必要な能力の有無を判断することとなった。
1. 18歳未満の者。高校卒業は必要条件ではなく、同等の学力があればよい。
2. 破産手続開始の決定を受けて復権を得ない者。
3. 禁錮以上の刑に処せられ、またはこの法律[3]の規定に違反して罰金の刑に処せられ、その執行を終わり、または執行を受けることがなくなった日から起算して5年を経過しない者。前科を有する者や犯罪者名簿被記載者を指す。
4. 最近5年間に、この法律の規定、この法律に基づく命令の規定もしくは処分に違反し、または警備業務に関し他の法令の規定に違反する重大な不正行為で国家公安委員会で定めるもの。警備業の要件に関する規則第1条に規定されており、懲役5年以上、最高が死刑若しくは無期懲役となる重大犯罪を犯した者を指す。
5. 集団的にまたは常習的に暴力的不法行為その他の罪に当たる違法な行為で国家公安委員会規則で定めるもの。警備業の要件に関する規則第2条に規定されており、これらを犯すおそれがあると認めるに足る相当な理由がある者を指す。
6. 暴力団員による不当な行為の防止等に関する法律第12条もしくは第12条の6の規定が定める、暴力的要求行為やみかじめ料要求の禁止、または同法第12条の4第2項の規定による指示、指定暴力団構成員へ発される暴力的要求行為禁止指示、を受けた者で、当該命令または指示を受けた日から起算して3年を経過しない者。
7. アルコール、麻薬、大麻、あへんまたは覚醒剤の中毒者。
8. 心身の障害により警備業務を適正に行うことができない者として国家公安委員会規則で定める者。

### 警備教育
警備業者は自己の雇用する警備員に対し、警備業務を行うに当たって必要な知識・技能の教育や訓練を行なわなければならない。「新任教育」や「現任教育」などと称される。新任教育は新たに採用された警備員の全員が、基本教育10時間以上、業務別教育10時間以上、合計20時間以上の受講を義務付けられた法定研修で、修了がなければ勤務に就けない。内容は法令、敬礼などの礼式、行進や駆け足、誘導棒による指示など。
他社で「最近3年間内に、通算1年以上の警備員としての実務経験」がある者、または警備業務検定、警備員指導教育責任者などの資格所有者、元警察官は科目単位で免除措置がある。2020年の法改正により、現任教育は年間に1度、基本教育5時間以上、業務別教育5時間以上の計10時間以上の受講が義務だが、新任教育同様に資格所有者は減免措置がある。またこの法改正前は「警備業務検定における特別講習」を受講した場合、当該年度における「現任教育」は免除になっていたが、2020年の法改正により、免除とはならなくなった。

## 警備業務の種類
警備業法第2条の条文は下記の業務を「警備業務」としており、警備業界で条文の各番号順に1号業務 - 4号業務と称される。何ら特別に権限を与えられているものでない（同法15条）。
- 1号業務（施設警備業務・空港警備業務） 事務所、住宅、興行場、商業施設、駐車場、遊園地、空港等[注釈 3]における盗難等の事故の発生を警戒し、防止する業務
  - 警備業務対象施設における盗難、火災、不法侵入等を防止するための監視・巡回業務および人・車両の出入管理等
  - 万引き警戒。警備会社貸与の制服着用と私服着用の場合がある。
- 2号業務（交通誘導警備業務・雑踏警備業務） 人もしくは車両の雑踏する場所又はこれらの通行に危険のある場所における負傷等の事故の発生を警戒し、防止する業務
- 3号業務（貴重品輸送警備業務・核燃料輸送警備業務） 運搬中の現金、貴金属、美術品、核燃料等に係る盗難等の事故の発生を警戒し、防止する業務
  - 現金等の輸送を行う際の強盗等に対する警戒
- 4号業務（身辺警護業務） 人の身体に対する危害の発生を、その身辺において警戒し、防止する業務
  - ボディーガード（用心棒）。
  - 「ボディーガード」と「SP」の混同も散見されるが、「SP」は、「ポリㇲ」が含まれており（日本で言う）警察官の職務であり、民間のボディーガードは「SP」ではない。
  - 芸能人や企業の代表者などの著名人は、裁判の証人または反社会勢力（暴力団や右翼団体など）からの付きまといなど格段の事由がない限り警察官の警護対象にあたらないため、警備業者が護衛する。

機械装置を用いる警備は機械警備と称し、「1号業務」に分類する。

## 警備員の権限

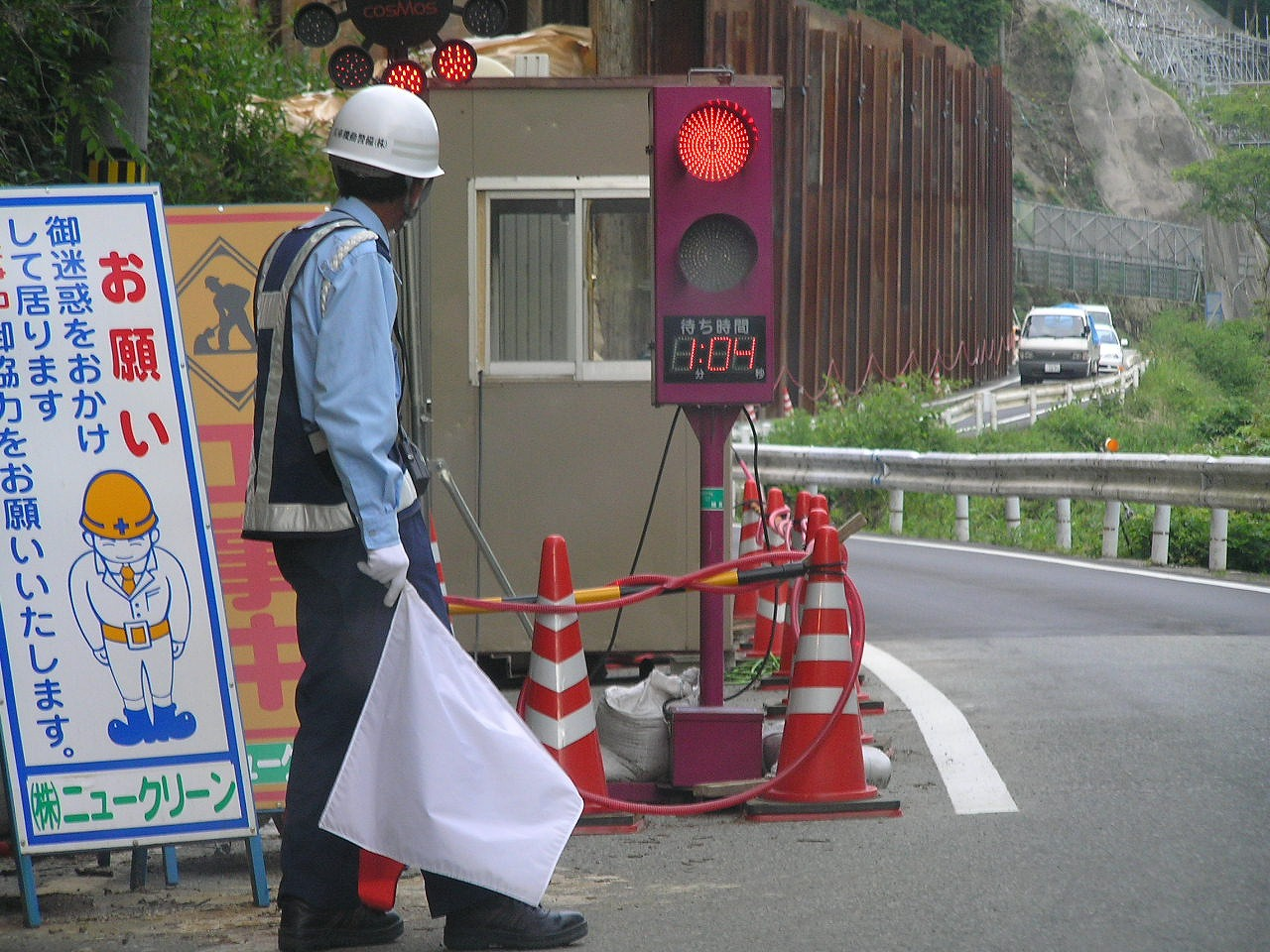
交通誘導をする警備員

警備員は民間企業の従業員たる民間人で、契約者などの施設管理者が本来有する施設管理権に基づき、施設管理行為の治安維持を代行する者で、法律により特別な権限は付与されていない。警備業法第15条は以下に規定し、警備員は業務遂行にあたりなんら特別な権限を有さない。
「警備業者及び警備員は、警備を行うに当たっては、この法律により特別に権限を与えられているものでないことに留意するとともに、他人の権利及び自由を侵害し、又は個人若しくは団体の正当な活動に干渉してはならない。」
実務で以下の制限がある。
- 警備員は通常の私人の有する権限以上の権限を有しているわけではないため、犯罪者の逮捕は原則通り現行犯の場合のみ可能である。警備員が取調べや類似行為を行えば、警備員が監禁罪に問われる可能性がある。これも原則どおりであるが、現行犯逮捕した場合は、速やかに警察官（司法警察員）に引き渡す義務がある。現行犯逮捕に付随する実力行使についても、同じく原則通り、刑法上の正当行為・正当防衛・緊急避難のいずれにも該当しない場合は触法となりうる。
- 労働争議への介入は法制定の契機で全面的に禁止されている[注釈 5]。
- 警備員が行う、工事現場などにおける人や車両の誘導などの「交通誘導」「交通警備」は、法的拘束力がない。その点で、警察官や交通巡視員の法的強制力を有する「交通整理」とは異なる。それゆえ、仮にある警備員が、（道路交通法第2条1項第14号で定義される）信号機と異なる指示を行い、ある車両運転者がそれに従うと、その運転者は交通違反となる可能性があり、刑事処分や行政処分を受ける場合がある。

例外
- 駐車監視員：都道府県警察が民間の警備員のうち駐車監視員の資格を取得した者を、所轄の警察署管内における駐車監視員として業務にあたらせることがある。民間の警備員であっても、駐車監視員の職務を執行している間は「みなし公務員」となり、駐車監視員の業務を妨害した場合、公務執行妨害罪になる。また駐車監視員にも職務上の守秘義務が課される。
- 在外公館警備対策官：外務省が、民間の警備員を外務省職員として出向させて在外公館の警備対策官に任用する事例では、派遣された国により、それぞれ二等書記官、三等理事官、副領事などの官職名が付与される。

## 服装・装備

### 制服
警備員は制服の着用義務はなく、私服でも勤務可能である。実際は万引きの保安警戒や身辺警護などの他は、警備員が制服を着用することで警備警戒の示威による犯罪抑止や、制服で所属を示す身分証明機能、関係者と識別、などの理由がある。
警備員が警備業務にあたり制服を着用する場合は、色彩・形式・標章（ワッペン）などにより警察官および海上保安官と明確に識別できるものでなくてはならないとされている。警備員と警察官や海上保安官の誤認、民間企業従業員の警備員による警備業務と、警察官などの行政警察活動の誤認、警備員の特別権限錯誤、などを防ぐ目的がある。
警備員の制服は多くの場合、肩章付きで両胸にポケットがあるシャツ（主に夏服）または肩章付きの両胸・両脇にポケットのあるシングルジャケット（主に冬服）で、左胸と左上腕部に所属会社のワッペンを付け、右肩からは警笛を繋いだモールまたは鎖を吊り、装備品を下げた帯革（ベルト）をジャケットの上から締めるというスタイル（日本の警察官の旧型制服、または一般的な軍服のスタイルに似た形式）である。警察官や海上保安官と混同されない限りスタイルは自由であるが、多くの警備会社がこのスタイルの制服を使用している（もちろん、ダブルのブレザー型やブルゾン型、ワッペンの位置が警察官と同様の右上腕部、さらにはアメリカンポリス風など、全く独自のデザインの制服を用いている警備会社も存在する）。警察や軍隊の階級を模倣した階級制度を制定している警備会社もあり、制服に階級章を着用していることもある。
これには以下のような理由が考えられる。
1. その様なスタイルの制服が警備業務を行うのに実務上適している。
2. 「警察官および海上保安官と明確に識別できるもの」の基準として以下のような行政指導がなされていることによる。

- 当該制服の色彩が警察官などの制服の色彩と明らかに異なるもの
- 当該制服の型式が詰襟その他警察官などの制服の型式と明らかに異なるもの
- 警備員であることを示す相当程度の大きさの標章を当該制服の見やすい場所に付けているもの
  - 第3項の標章（ワッペン）については、「警備業者の名称を表示した60平方センチメートル以上のものを、上衣の胸部および上腕部に付けることが望ましい」とされている

### 護身用具

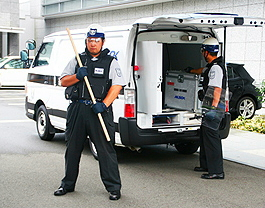
3号警備業務における警戒杖（左）とポリカーボネート製の盾（右）および防護ベストの使用例。一人が背を向けた姿勢になる時はもう一人が周囲を警戒するのが所定の態勢

護身用具は警戒棒を携帯している程度である。なお、国家公安委員会の定めた基準に基づく都道府県公安委員会規則では（たとえ第三者の護衛であれども）催涙スプレー、スタンガンなどの携帯は認められていない。また、護身用具の携帯は「禁止の例外」であって「特別に許可されている」ものではないことに注意が必要である。さらには、護身用具の携帯自体も都道府県公安委員会規則により警備業務の種類や時間帯などによっては禁止や制限がされている場合がある。
ただし、強盗などによる警備員の死傷事故も現実に複数発生していることから、治安情勢に鑑み、最近においては警備員の携帯できる護身用具の基準が条件付きながらも従来より緩和された。具体的には、従来の警戒棒に加えて、対刃物用の「鍔付警戒棒」、「警戒杖」、「さすまた」、および非金属製（実際はほとんどポリカーボネート製）の盾（ライオットシールド）の携帯が認められるようになった。
これ以外にもボディアーマー、防刃ベスト、ヘルメットなどの「防具」を着用している例も多い。これら防具の着用に関しては法律や関連規則などに明文規定がないが、「攻撃的用具ではないので、実質上問題ない」とみなされているようであり、特に3号業務や機械警備の緊急対処を行う警備員によく見られるスタイルである。

### 護身術
警察の逮捕術教範を元にした護身術教範があり、指導教育がなされているが、これを活用できるのは正当防衛に該当する場合だけである。この護身術教範では一応のところ攻撃・制圧技も制定されてはいるが、重点は防御・離脱技に置かれている。この教範は警備業界全般で広く使用されているが、ALSOKの綜警護身術のように自社で独自に護身術体系を考案し、教育訓練を行っている警備会社も存在する。また、最近では全国警備業協会も前述の警察の逮捕術教範を元にした護身術とは全く別系統の、防御・離脱技を最重視した独自の護身術や合気道を基にした護身術を考案し、普及を計っている。

## 警備業・警備員に関係した資格類
警備業務および警備員の資質向上のために以下のような国家資格が定められている。詳細については各項目を参照のこと。

### 警備業法における国家資格
- 警備員指導教育責任者
- 機械警備業務管理者
- 警備業務検定（旧・警備員検定）

### 警備業に直接的・間接的に関わりある国家資格・民間資格・技術認定など
- 防災センター（警備）に関わりある資格
  - テロ対策警備技能員 （民間資格）
  - 防災センター要員講習 （国家資格）
    - 自衛消防業務講習 （国家資格）

  - 自衛消防技術試験（公的資格）
  - 個人情報保護士 （民間資格）
  - 防災士（民間資格）
  - サービス接遇検定 (民間資格）
  - ビジネス実務マナー検定（民間資格）
- 2号警備に関わる資格
  - 上級救命講習
- 防災センター（設備）に関わりある資格
  - 消防設備士（国家資格）
  - 危険物取扱者（国家資格）
  - 消防設備点検資格者（国家資格）
  - 防火対象物点検資格者（国家資格）
  - 防災管理点検資格者（国家資格）
- 防犯設備や防犯装備に関わりある資格
  - セキュリティ・プランナー（民間資格）
  - セキュリティ・コンサルタント（民間資格）
  - 防犯設備士（民間資格）
  - 総合防犯設備士（民間資格）
  - 防犯装備士（民間資格）
  - 防犯装備士教育指導員（民間資格）
  - 防犯診断士（民間資格）
- 救命救急に関わりある資格
  - 普通救命講習（公的資格）
  - 上級救命講習（公的資格）
  - 応急手当普及員（公的資格）
  - 応急手当指導員（公的資格）
  - 赤十字救急法救急員（民間資格）
- 暴力団対策等に関わりある資格
  - 不当要求防止責任者講習（公的資格）
- 防火・防災の管理業務に関わりある資格
  - 防火・防災管理講習 （国家資格）
  - 防火管理技能者（国家資格）
  - 防火安全技術者 （国家資格）
  - 防火・防災管理教育担当者（国家資格）
- 私服保安員に関わる資格
  - 私服保安員検定（民間資格）
- 学校・児童施設に係わる資格
  - 教員免許状（国家資格）
  - 保育士（国家資格）
- 医療・福祉施設に係わる資格
  - 訪問介護員（国家資格）
  - ガイドヘルパー（国家資格）
  - 福祉用具専門相談員（公的資格）
  - 福祉住環境コーディネーター（民間資格）
  - サービス介助士（民間資格）
- プール監視員に関わる資格
  - 泳力検定（民間資格）
  - 泳力認定 (民間資格）
  - 水泳指導管理士（民間資格）
  - プール安全管理基礎講座（民間資格）
  - プール安全管理者（民間資格）
  - プール安全管理主任者（民間資格）
  - プール安全管理統括管理者（民間資格）
  - プール安全管理者基礎講座 （民間資格）
  - プール管理責任者講習会（民間資格）
  - プール設置管理者研修会 （民間資格）
  - 学校プール安全管理基礎講座 （民間資格）
  - プール衛生管理者講習会（民間資格）
  - プール施設管理士講習会（民間資格）
  - 学校プール管理者講習会（民間資格）
  - 水上安全法救助員（民間資格）

- 警備の仕事ではないが警備員が代行し行う業務に関する資格
  - 駐車監視業務
    - 駐車監視員（国家資格）

  - 列車見張業務
    - 列車見張員（民間資格）

  - 海上警備業務  (「警戒船(警備艇)」と呼ばれる小型船舶での警備)
    - 小型船舶操縦士免許（国家資格）
    - 海上特殊無線技士免許（国家資格）
    - 警戒船業務者（国家資格）
    - 警戒船管理業務者（国家資格）
    - 潜水士 （国家資格）
    - 玉掛け技能講習 (国家資格)
- 警備業者に関わる資格
  - 運行管理者（国家資格）（「3号業務」を行う警備業者は警備業の認定以外にこの資格も必須である）
    - 自動車事故対策機構の基礎講習を受ける必要がある。
- 全ての警備に関わりある資格
  - 普通自動車免許 （国家資格）（機械警備の巡回要員や現金輸送車の乗務員には必須の資格）
  - 普通自動二輪車免許 （国家資格）
  - 陸上特殊無線技士免許 （国家資格）
  - 各種の武道・武術・格闘技の段位またはこれに類するもの（「4号業務」（ボディーガード）を行う警備員には必要なことがある。「1号業務」や「3号業務」でもあった方が、相手を傷つけずに取り押さえるため万が一の際には役に立つとされており、余暇には個人的に格闘技のトレーニングを受ける警備員が数多くいる。）
  - 各種の語学検定、語学能力（空港警備や外国人を対象とする身辺警護など、外国人と接したり、または外国人を対象とする警備業務を行う警備員には必要な技能）
  - オーナーや依頼主へ毎日提出する作業日報、報告・引継ぎ事項、備え付けの台帳の類に一般に手書きで作成・記入する為、漢字を正しく読み書き出来る事が求められ、漢字検定の合格者が評価される場合もある。
  - 法学検定（憲法や刑法、刑事訴訟法が必須の為）

## 海外における警備員

### アメリカ
連邦国家という国の構成から、警備業務に関する規定は各州（ほぼ独立した特別自治体）の各関連法によって定められており、州によって非常に差がある。

#### 呼称
一般的にはセキュリティ（Security）、ガード（Guard）、バウンサーなどと地域や個人によって様々な呼ばれ方をするが、その呼称によって権利・資格が違うことはない。
クロース・プロテクション（身辺警護）、クラブ・バウンサー（酒場の警備員）など、業務内容によって特別な呼称で呼ばれる場合もあるが、これらも同様にセキュリティ業務の従事者であり、呼び名の違いは慣習的なものでしかない。
なお、日本で呼ばれる万引きGメンの「G」は「ガード・マン」のGで、本来のGメンの「G」は「連邦政府特別司法警察官」を指す、ガバメント（政府）のGであるから、民間警備員をGメンと呼ぶのは誤用もしくは和製英語である。英語では万引き対策など小売店内の保安警備はロスプリベンション（LP）と呼ばれる。

#### 免許・資格・登録
各州法により、私有地内では警察と同等の権利を有する州もあり逆に警備業務を州が一切管理していない州もある。なお、刑法や道交法同様に連邦全体に共通する、連邦警備業務法のような規定は存在しない。
平均的な州では、専門の局により警備業務の免許・登録などを認定・管理しており、カリフォルニア州の場合だと消費者庁傘下の警備・探偵局が警備業務免許・警備員資格登録・警備指導員（専門学校・トレーニングセンター）などの免許の交付や管理をしている。基本的には
- 警備業務運営免許（企業）および警備業務管理者（個人）免許
- 警備業務従事者（個人）
- 非警備業務を行う私企業内の社内警備部社員（個人）

の3種に分けられ、カリフォルニアの例では警備会社は警備員を正社員（警備・探偵局の定義では、給与から税金の源泉徴収を行う雇用形態。勤務日数や勤務時間は不問）として雇用することが義務付けられており、日雇いやフリーランスなど税金を自己申告する雇用形態は、個々の警備員が『業務免許なしで警備業務（請け負い）を行っている』と認識されて違法行為に当たる。
警備員有資格者は、警備会社に正社員として雇用されるか、非警備業務の私企業で警備業務担当者として正社員で雇用されること（後述）が認められている。
企業内警備員（Proprietary Security officer：PSO）は、大手の病院やホテル・工場などの企業内警備部社員としてよく見かけられる。企業内警備専従部は、同一企業内の警備を行うことが条件であり、同一経営者でも警備部を別法人グループ会社として独立させると『第三者の依頼で他社・他者の警備業務を行う』とみなされ、警備業務免許の取得義務が生じる。PSO（企業内警備社員）は、複数の企業の専従警備員として雇用されることは認められていない（複数の企業の専従警備員として雇用されると、警備業務の『請け負い：要業務免許』とみなされる）。
なお、現金輸送業務や葬儀車列の交通規制（制服の有資格者が警告灯付きオートバイで併走し、公道や各交差点などにおいて車列の優先走行を保つために信号や一時停止などを規制する）は、警備業務法の範囲外（警備業務とは別項目の規定と管理）となっているが、特に現金輸送業務などは企業が警備業務免許も有する場合が多い。

#### 武器の携帯
武器携帯の許可も各州の規定で大きな差があり、Un-armed GuardとArmed Guardで免許そのものが違う州もあり、カリフォルニア州のように警備員資格（基本免許40時間講習+毎年8時間再講習）に銃器免許（16時間講習+毎年4回の実技）、警棒免許（8時間講習更新不要）、化学薬品武器（ペッパースプレー4時間講習更新不要）などと、基本免許に付随資格を足していく形態もある。
銃器の携帯許可は、州によって『リボルバーのみ』『9mmのみ』『認定を受ければどの口径でも可』などと州による違いは大きい。カリフォルニア州では各口径ごとに認定を受け、携帯許可証に明記される。
銃器を含む武器の携帯は『勤務中もしくは勤務の延長』に限られ、休憩時間や通勤時は『勤務の延長』に定義されるが、通勤途中に私用でコンビニやレストランなどに立ち寄る場合の規定が明記されていない州と、『住居から直接職場へ向う場合のみ（私用の立ち寄り不可）』と明記されている州がある。（休憩時の食事などは勤務中とみなされる）
現在のところほぼ全ての州においてスタンガンやテイザー銃に対しての携帯規制はない（許可申請・携帯免許なく携帯できる）。しかし他の全ての武器同様に、使用者には過剰防衛・傷害とそれに伴う訴訟リスクが伴う。

#### 制服
州法や市条例などで地元警察と全く違う色・デザインを義務付ける場合や、特に規定のない州もあり州による差が大きい。
カリフォルニアの規定では、武器携帯時のみ制服着用の義務があり、武器を携帯していない場合は制服の着用義務はない。バッジ（襟章ではなく胸に付けるバッジ）やパッチ（制服の上腕に縫い付ける布製のワッペン）も州警備・探偵局が個々の企業に認定許可を出したデザインのみが着用許可される。
多くの州では、刑法に警察官詐称罪があっても警備員詐称罪はない。ただし、警備員資格を持たない者が理由なく警備員の制服を着用しバッジを付けた場合、その目的から警察官詐称罪で摘発されることがあり実際に摘発されたケースもいくつかある。これはアメリカの場合、デザイン上の文字が「POLICE」「SHERIFF」であるか「SECURITY」「GUARD」「PROTECT」などであるかの差程度しかないため。

#### 法的資格・権限
カリフォルニア州の有資格警備員は法的権利上において一般市民と何ら違いはない（ただし、警備員資格を持っていれば武器携帯の免許も申請できる。一般人の武器携帯は不可）。
他州も同様であるが、一般市民としての銃器携帯免許を所持していても警備業務中に銃器を携帯する場合は担当局交付の『警備員銃器携帯免許』を所持することが義務付けられている。
警察官の誤認逮捕の免責は刑法によって保護されているが、警備員が誤認逮捕した場合は、民事・刑事（不法逮捕監禁罪）への免責はなく、誤認逮捕した相手から訴追される可能性がある。
また、警察官の逮捕に対して抵抗すると刑法上の逮捕抵抗罪という罪が加算されるが、警備員の逮捕に対して抵抗しても何ら罪にはならない。逃走した者を追跡する場合や武器使用にも大きな制限がある。
なお、州によっては私有地内では警察官と同等の権利を持つ州もあり、警備員と警察の中間の権利を有する資格を定める警備法を持つ州もある。（詳細はアメリカ合衆国の警察#特別な法執行機関を参照）
カリフォルニアにおいては、州立大学や教育委員会・交通局などは独自の警察を有するが、あくまで警備会社であるので私学・私企業がPoliceの名を使うことは許可されない（例：州大のUCLAはキャンパス内に各市警などと同等の警察権を持つ州警察のUCLA Policeがあり、私学のUSCの警備部はあくまで企業内警備部としての権限しか持たず、Policeの名称を使うことも禁止されている。ロス市教委の高校はSchool Policeが巡回し、私学の高校や中学は独自の警備部か外部契約の民間警備会社）。
公共機関や警察が自身の建物や駐車場・受付業務などを警備会社に委託するケースも多いが、依託主が警察や司法局（裁判所）であっても、あくまでも警備会社・警備員としての資格・権利しか有さない。

### イギリス
護身用具武器の所持・携帯の制限は日本以上に厳しく、輸送警備や機械警備に従事する者でも丸腰である。

### ドイツ
警備員が許可証を取れば、護身用として銃の携行ができるが、それは身辺警護などを行うものに限られており、実際に所持しているのは全体の5％前後である（普通の警備員は武器の使用許可は厳しい）。

### 画像

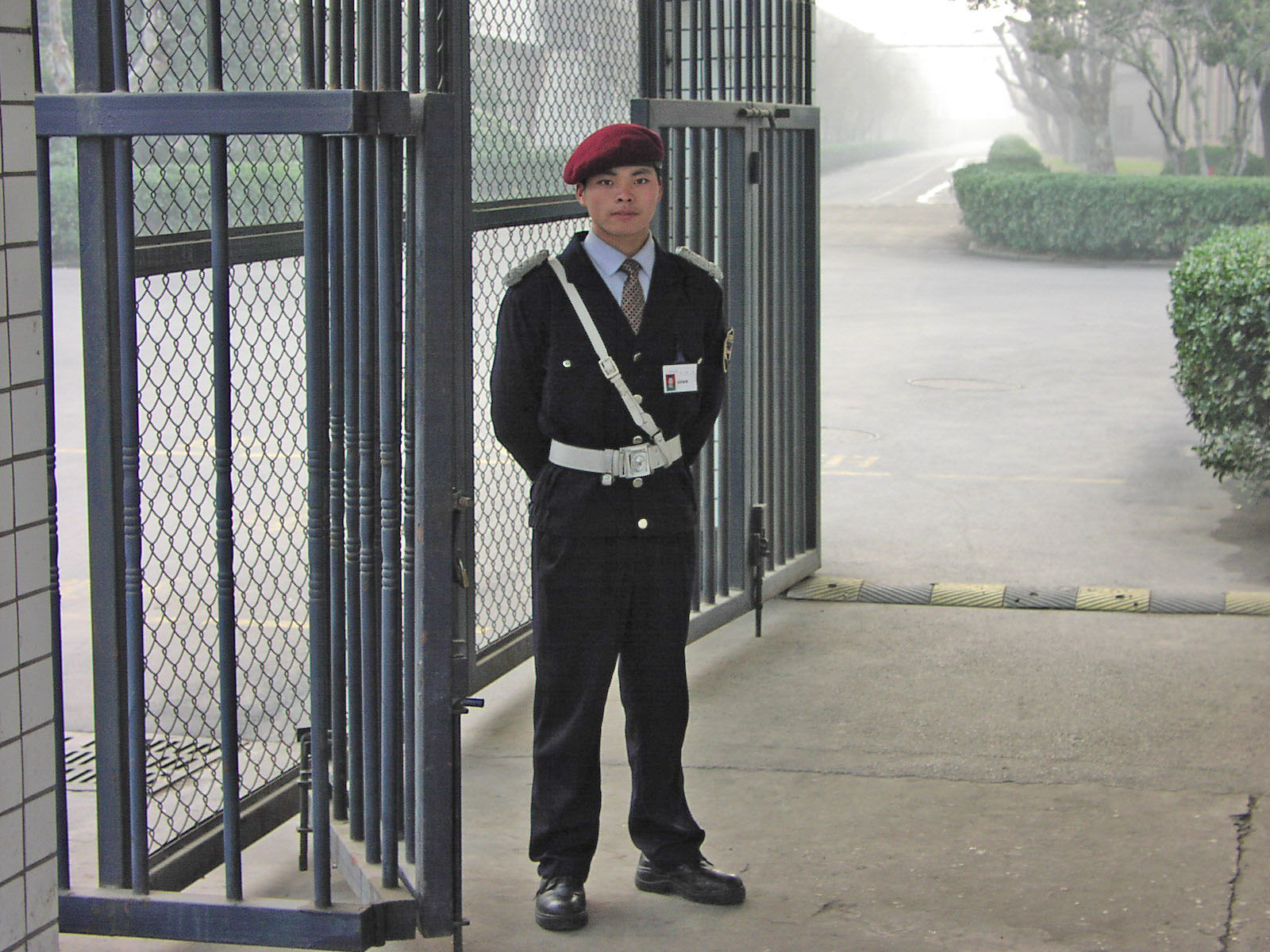
カナダ・モントリオールの工場入口にて警備を行う警備員、ベレー帽を制帽として用いている
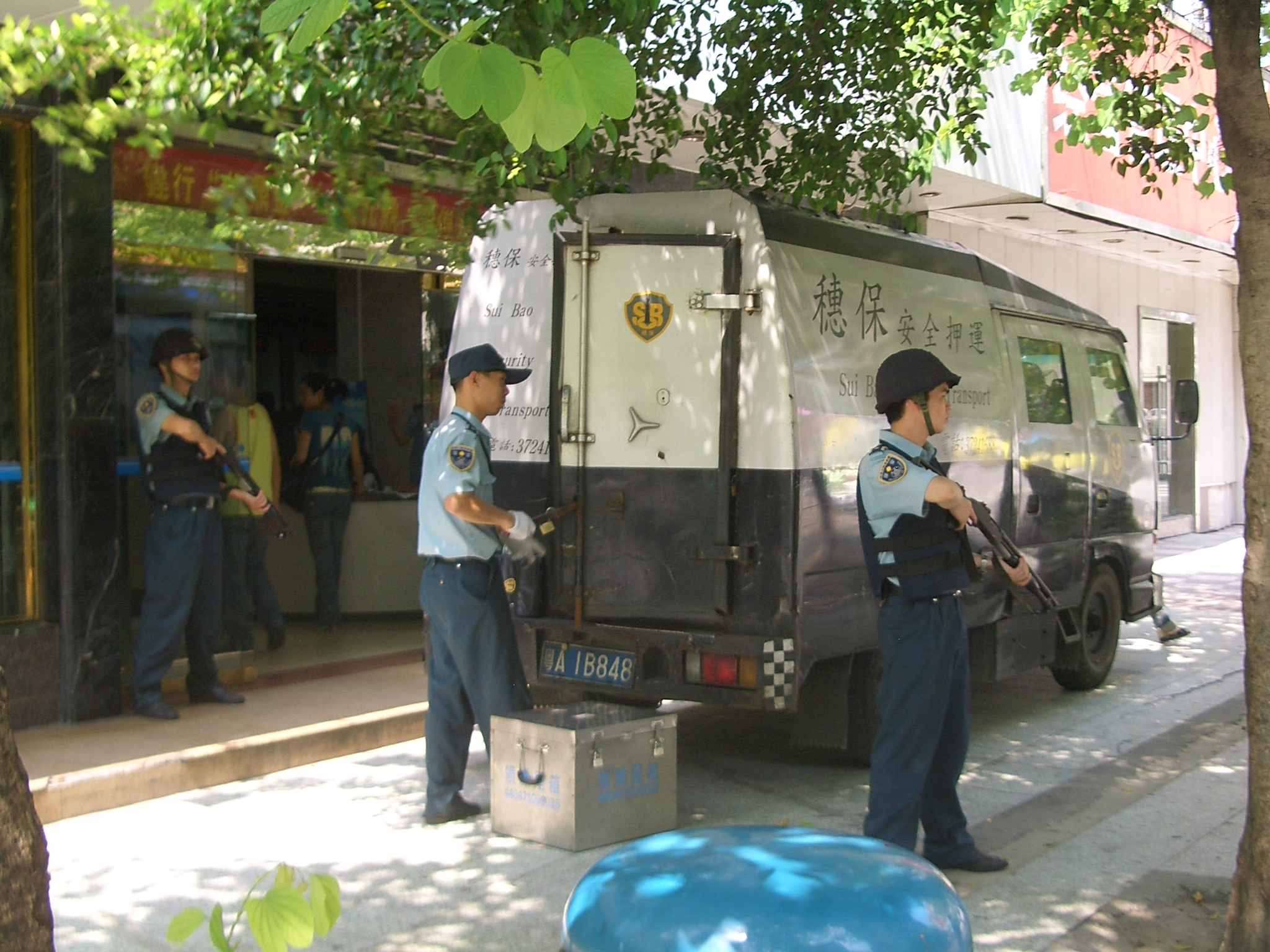
中国・広州市における現金輸送車の警備の様子
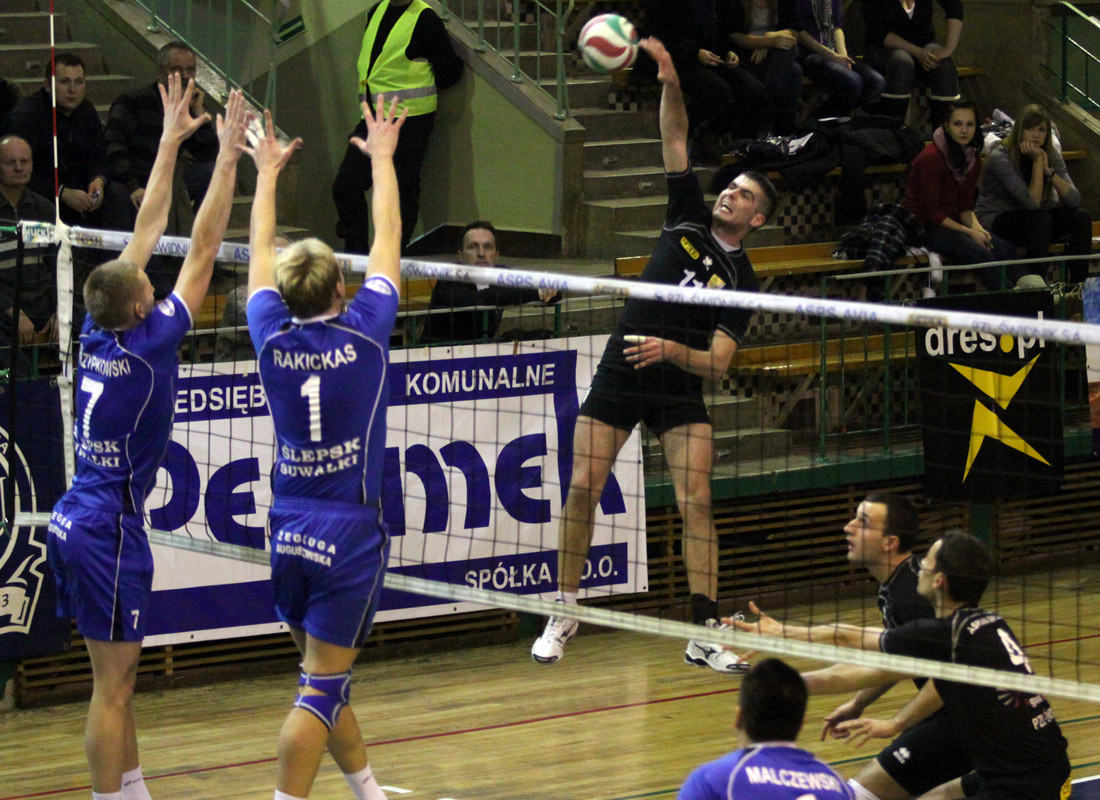
蛍光色のベスト（反射チョッキ）

## 民間軍事会社
現代の傭兵集団といわれる海外の民間軍事会社（PMC）は名目通り、治安が不安定な地域で、鉱山などの重要施設、軍などの後方施設、人員の警備などを行う。しかし、雇主の意向次第ではクーデターなどの騒乱を起こしたり、正規軍のような積極的な戦闘に加わったりすることも稀ではない。2009年8月にはイラクで中央情報局（CIA）と契約、中央情報局が活動として行うべき秘密任務を業務として請けていたことが発覚した。